# Tomasz Ostrowski (lekkoatleta)
Tomasz Ostrowski (ur. 30 czerwca 1982) – polski lekkoatleta, chodziarz.
W 2003 roku zajął 3. miejsce w mistrzostwach Polski w chodzie na 50 km.

## Rekordy życiowe
- Chód na 20 kilometrów – 1:31:15 (2002)
- Chód na 50 kilometrów – 4:25:57 (2003)